# Gaylussacia brachycera
Gaylussacia brachycera är en ljungväxtart som först beskrevs av André Michaux, och fick sitt nu gällande namn av John Torrey, Amp; Gray och Asa Gray. Gaylussacia brachycera ingår i släktet Gaylussacia och familjen ljungväxter. Inga underarter finns listade i Catalogue of Life.

## Bildgalleri

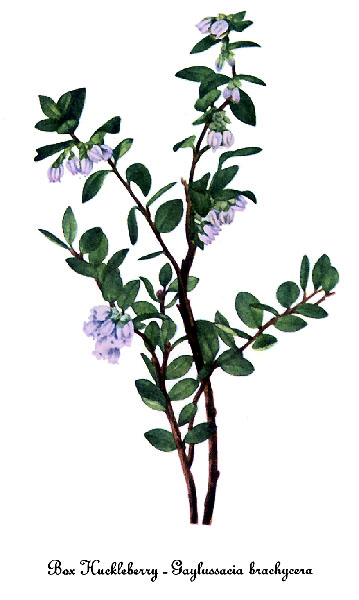
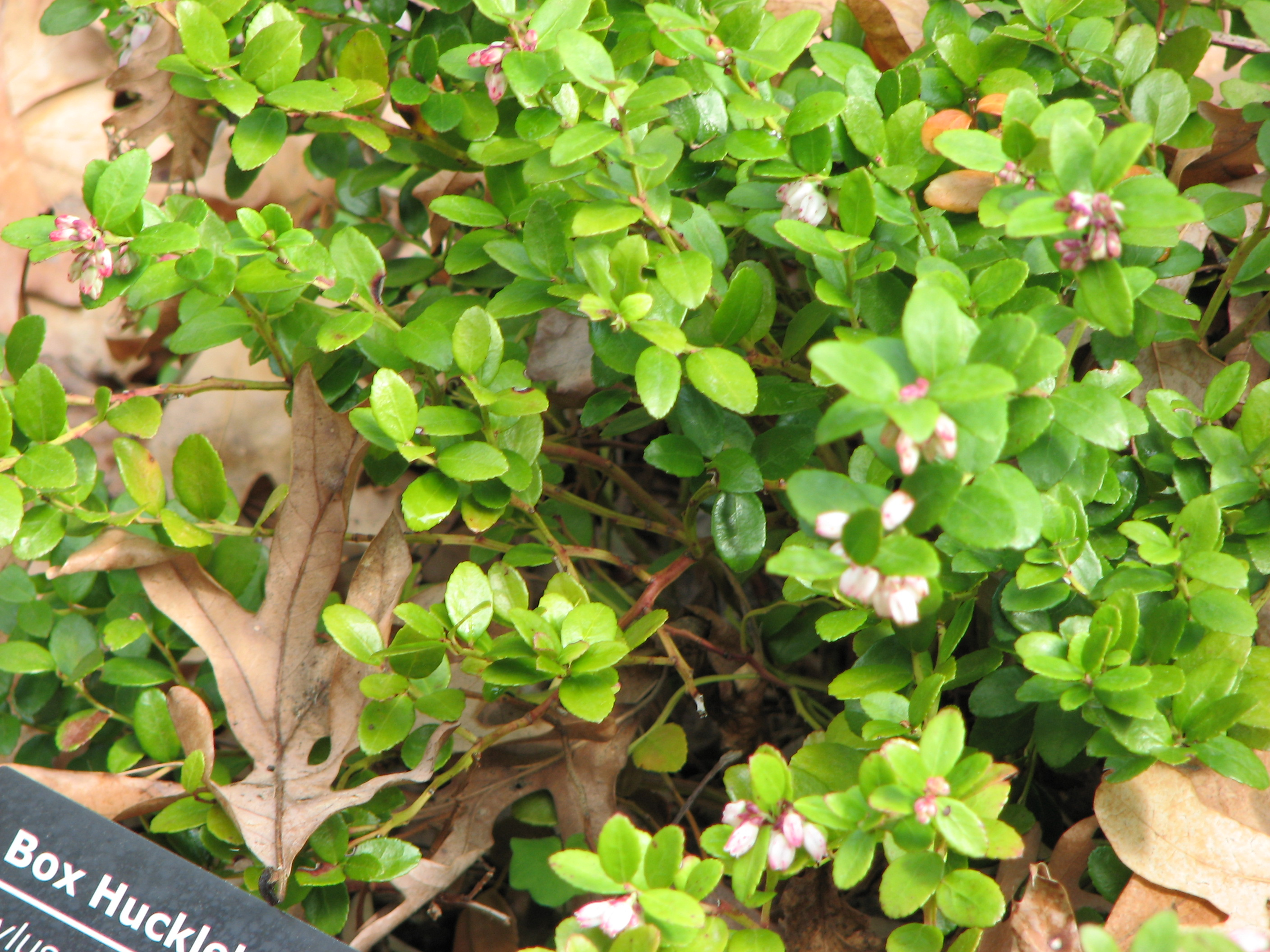